# Jaque-Catelain
Jaque-Catelain (parfois écrit sans trait d'union : Jaque Catelain) est un acteur et réalisateur français, né le 9 février 1897 à Saint-Germain-en-Laye et mort le 5 mars 1965 à Paris.

## Biographie

### Origines
Jaque-Catelain naît sous le nom de Jacques Maxime Guérin, le 9 février 1897 à Saint-Germain-en-Laye (alors en Seine-et-Oise), 13 rue Thiers, de Émile Jean Guérin, restaurateur et conseiller municipal, et de Jeanne Marie Célestine Jarry, sans profession.
Jaque-Catelain est le frère aîné de l'acteur Raymond Guérin-Catelain,.

### Carrière
Jaque-Catelain joue notamment dans vingt-deux films de Marcel L'Herbier dont il fut l'acteur fétiche et l'amant,, et dans quatre films de Jean Renoir.

### Vie privée
Du 8 décembre 1932 au 17 février 1964, Jaque-Catelain fut l'époux de la monteuse et régisseuse Suzanne Vial (1897-1964).

### Mort
Jaque-Catelain meurt le 5 mars 1965 en son domicile du 5, avenue Rodin, Paris 16e.
Il est inhumé au cimetière de Passy (division 6).

## Filmographie

### Acteur

#### Cinéma
- 1917 : Le Torrent de René Hervil et Louis Mercanton
- 1918 : Rose-France de Marcel L'Herbier : Laurs
- 1919 : Le Bercail de Marcel L'Herbier
- 1920 : Le Carnaval des vérités de Marcel L'Herbier : Juan Tristan
- 1920 : L'Homme du large de Marcel L'Herbier : Michel
- 1921 : Prométhée... banquier de Marcel L'Herbier
- 1921 : El Dorado de Marcel L'Herbier : Hedwick
- 1922 : Don Juan et Faust de Marcel L'Herbier
- 1923 : Le Marchand de plaisirs de lui-même
- 1923 : Kœnigsmark de Léonce Perret : Pr Raoul Vignerte
- 1924 : La Galerie des monstres / Les Malheurs d'Anicet de lui-même
- 1924 : L'Inhumaine de Marcel L'Herbier : Einar Norsen
- 1925 : Le Prince charmant de Victor Tourjanski
- 1925 : Le Chevalier à la rose (Der Rosenkavalier) de Robert Wiene : Octavian
- 1926 : Feu Mathias Pascal de Marcel L'Herbier : le client de l'hôtel
- 1927 : Le Vertige de Marcel L'Herbier
- 1927 : Paname... n'est pas Paris (Die Apachen von Paris) de Nikolai Malikoff : Milord
- 1928 : Le Diable au cœur de Marcel L'Herbier : Delphin Leherg
- 1928 : L'Occident, de Henri Fescourt : Arnaud
- 1929 : La Vocation de Jean Bertin et André Tinchant
- 1930 : Nuits de princes de Marcel L'Herbier
- 1930 : In einer kleinen Konditorei de Robert Wohlmuth
- 1930 : L'Enfant de l'amour de Marcel L'Herbier : Maurice Orland
- 1931 : Le Rêve de Jacques de Baroncelli : Félicien
- 1932 : Monsieur de Pourceaugnac de Tony Lekain et Gaston Ravel : Éraste
- 1933 : Château de rêve de Géza von Bolváry : le prince Mirano
- 1934 : Le Bonheur de Marcel L'Herbier : Geoffroy de Choppé
- 1935 : La Route impériale de Marcel L'Herbier : Dan
- 1936 : La Garçonne de Jean de Limur : Georges Blanchet
- 1937 : L'Escadrille de la chance de Max de Vaucorbeil : Alain
- 1938 : La Marseillaise de Jean Renoir : le capitaine Langlade
- 1938 : Adrienne Lecouvreur de Marcel L'Herbier : d'Argental
- 1938 : Le Voleur de femmes d'Abel Gance
- 1939 : La Mode rêvée de Marcel L'Herbier
- 1939 : Entente cordiale de Marcel L'Herbier : le prince consort
- 1940 : La Comédie du bonheur de Marcel L'Herbier : le directeur de Radio Azur
- 1945 : Notre cher amour (This Love of Ours) de William Dieterle : Dr Robichaux
- 1946 : Le Fil du rasoir (The Razor's Edge) d'Edmund Goulding
- 1948 : La Révoltée de Marcel L'Herbier : Christian Darbel
- 1950 : Amour et Compagnie de Gilles Grangier : Zoïca
- 1950 : Les Derniers Jours de Pompéi (Gli ultimi giorni di Pompei) de Marcel L'Herbier et Paolo Moffa : Clodio
- 1951 : Les Mousquetaires du roi de Marcel Aboulker et Michel Ferry (film resté inachevé)
- 1955 : French Cancan de Jean Renoir : le ministre
- 1956 : Elena et les Hommes de Jean Renoir

#### Télévision
- 1954 : Le Jeu de l'amour et du hasard de Marcel L'Herbier
- 1956 : Eugénie Grandet de Maurice Cazeneuve : M. des Gassins
- 1957 : L'Honorable Mr. Pepys de Marcel Bluwal
- 1959 : Le Testament du docteur Cordelier de Jean Renoir : l'ambassadeur

### Assistant réalisateur
- 1936 : La Porte du large de Marcel L'Herbier
- 1939 : Terre de feu (Terra di fuoco) de Marcel L'Herbier et Giorgio Ferroni

### Réalisateur
- 1923 : Le Marchand de plaisirs
- 1924 : La Galerie des monstres

### Autres activités cinématographiques
- 1918 : Rose-France de Marcel L'Herbier : décorateur
- 1920 : L'Homme du large de Marcel L'Herbier : monteur
- 1932 : Direct au cœur d'Arnaudy et Roger Lion : opérateur

## Publication
- Jaque-Catelain, Jaque-Catelain présente Marcel L'Herbier, París, Jacques Vautrain éditeur, 1950

## Distinction
- 1926 : Kinema Junpo Award du meilleur film artistique pour La Galerie des monstres